# Bill Graves

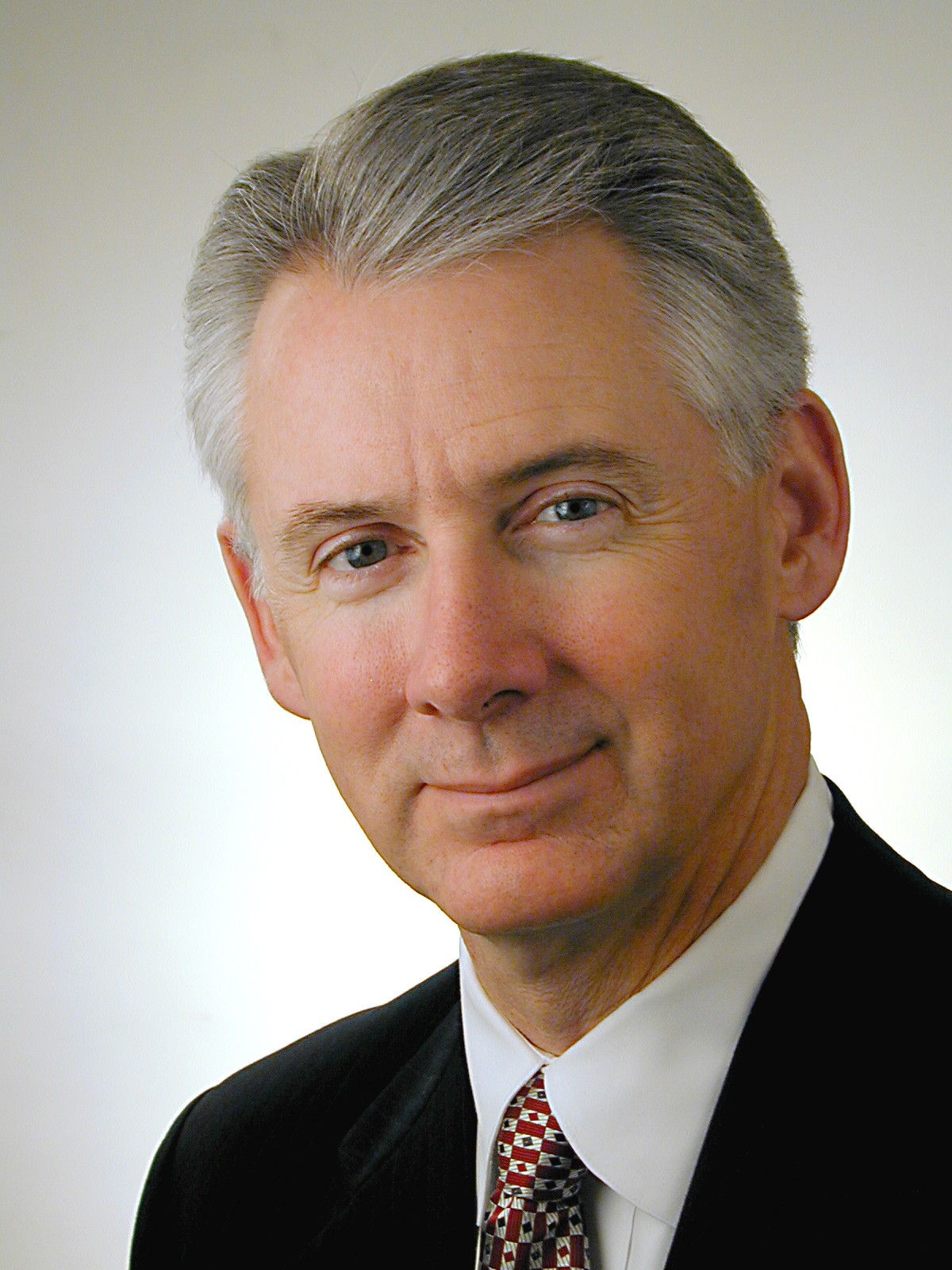
Bill Graves (2010)

William Preston „Bill“ Graves (* 9. Januar 1953 in Salina, Saline County, Kansas) ist ein US-amerikanischer Politiker. Er war von 1995 bis 2003 der 43. Gouverneur des Bundesstaates Kansas.

## Frühe Jahre und politischer Aufstieg
Bill Graves’ Familie war Eigentümer einer Spedition mit dem Namen Graves Truck Line. Er besuchte die Kansas Wesleyan University und die University of Kansas. Im Jahr 1991 wurde er Secretary of State in der Regierung des Staates Kansas. In diesem Amt hinterließ er einen ausgezeichneten Eindruck. Daher wurde er im Jahr 1994 von der Republikanischen Partei, vor allem von deren liberalerem Flügel, als Kandidat für die Gouverneurswahlen nominiert.

## Gouverneur von Kansas
Graves trat sein neues Amt am 9. Januar 1995 an. Zu diesem Zeitpunkt war er einer der jüngsten Gouverneure von Kansas überhaupt. Nach einer erfolgreichen Wiederwahl im Jahr 1998 konnte er insgesamt acht Jahre amtieren. In dieser Zeit förderte der Gouverneur den großzügigen Ausbau der Infrastruktur, dazu gehörten die Fernstraßen, die Eisenbahnen und die Flughäfen. Ihm lag viel an der Verbesserung der Transportmöglichkeiten in seinem Staat. Ebenfalls in seiner Zeit wurden die Steuern in Kansas gesenkt und einige öffentliche Dienstleistungen rationalisiert bzw. privatisiert. Er förderte auch den Ausbau des Bildungssystems. Auf dem Gebiet des Gesundheitswesens trat er für die Schließung einiger großer Staatskrankenhäuser ein; dafür sollten kommunale, dezentralisierte Einrichtungen entstehen, die die Patienten besser erreichen und bedienen sollten.
Der Gouverneur war auch gegen persönliche Vorteilsnahmen in öffentlichen Ämtern. Damals nahm die Wirtschaft nach einer leichten Depression in den Jahren zuvor in Kansas einen gewaltigen Aufschwung. Graves war so populär, dass seine Wiederwahl im Jahr 1998 mit 74 % der Stimmen einer der größten Wahlsiege eines Gouverneurs von Kansas überhaupt wurde. Aufgrund einer Verfassungsklausel durfte er im Jahr 2002 nicht für eine dritte zusammenhängende Amtszeit kandidieren. Daher endete seine Amtszeit am 13. Januar 2003.

## Weiterer Lebensweg
Nach dem Ende seiner Amtszeit wurde Graves Präsident der American Trucking Associations (Verbände amerikanischer Transport- und Logistikunternehmen). Er war zeitweise im Gespräch für einen Kabinettsposten bei der Bundesregierung. Bill Graves ist mit Linda Richey verheiratet, das Paar hat ein Kind.